# Con Hultermans
Con Hultermans  (Tilburg, 9 april 1959)  is een Nederlands voormalig voetballer die als doelman uitkwam voor Willem II.
In 1977 kwam Hultermans vanuit de amateurvereniging RKTVV bij Willem II en debuteerde dat jaar in de Eerste divisie.
Hij debuteerde twee jaar later op 16 december 1979 in de Eredivisie als invaller na 58 minuten in de uitwedstrijd tegen Roda JC (1-2 overwinning) voor de geblesseerde Dragan Samardžić. Op 13 januari 1980 begon hij in de basisopstelling in de uitwedstrijd tegen AFC Ajax (7-1 nederlaag). In de rust werd hij vanwege een schouderblessure bij een 2-1 stand vervangen door Hub Lenzen. Na beëindiging van zijn profloopbaan werd hij fysiotherapeut.